# ووکتیل
شهر ووکتیل (به روسی: Вуктыл) در کشور روسیه و در جمهوری کومی واقع شده‌است.